# Przepiórka pstra
Przepiórka pstra (Coturnix delegorguei) – gatunek małego ptaka z rodziny kurowatych (Phasianidae), podrodziny bażantów (Phasianinae). Występuje na Wyspie Świętego Tomasza, w Afryce Subsaharyjskiej, na Madagaskarze i na południowo-zachodnim obszarze Półwyspu Arabskiego. Nie jest zagrożony wyginięciem.

## Taksonomia
Po raz pierwszy gatunek opisał Adulphe Delegorgue, jego odkrywca, w 1847. Holotyp pochodził z okolic górnego biegu Limpopo (wspomnianego pod nazwą Oury) w dawnym Transwalu. Autor nadał nowemu gatunkowi nazwę Coturnix delagorguei. Obecnie (2021) Międzynarodowy Komitet Ornitologiczny (IOC) podtrzymuje tę nazwę.
Powszechnie wyróżniane są trzy podgatunki przepiórki pstrej. Przez IOC, autorów HBW – listy ptaków świata opracowywanej we współpracy BirdLife International z autorami HBW (5. wersja online: grudzień 2020), wyróżnia się Clements Checklist of Birds of the World (sierpień 2019) – jak i Howard and Moore Complete Checklist... (2014):
- C. d. arabica Bannerman, 1929,
- C. d. delegorguei Delegorgue, 1847,
- C. d. histrionica Hartlaub, 1849.

### Filogeneza
Według autorów HBW przepiórka pstra tworzy nadgatunek z przepiórką indyjską (C. coromandelica). Stein et al. (2015) uwzględnili w badaniu 4 z 5 współcześnie żyjących przedstawicieli Coturnix, ale nie C. coromandelica. Według uzyskanych wyników te 4 gatunki tworzą dwie pary gatunków siostrzanych, natomiast przepiórka pstra jest gatunkiem siostrzanym wobec przepiórki rudogardłej (C.pectoralis). Ich linie rozwojowe rozeszły się około 5,4 mln lat temu – wcześniej niż drugiej pary gatunków siostrzanych, C. coturnix+C. japonica. Relację przepiórki pstrej z indyjską potwierdziły rezultaty badań Hosner et al. (2017). Stworzyli drzewo filogenetyczne rzędu grzebiących, którego fragment pod postacią uproszczonego kladogramu przedstawiono poniżej; drogi C. pectoralis i C. coromandelica+C.  delegorguei rozdzieliły się około 7 mln lat temu, a przepiórek pstrych i indyjskich – ponad 4,5 mln lat temu:
|  | Excalfactoria chinensis |
|  |                         |
|  | Excalfactoria adansonii |
|  |                         |

|  | Anurophasis monorthyx |
|  |                       |
|  | Synoicus ypsilophora  |
|  |                       |

|  | Excalfactoria chinensis |
|  |                         |
|  | Excalfactoria adansonii |
|  |                         |

|  | Anurophasis monorthyx |
|  |                       |
|  | Synoicus ypsilophora  |
|  |                       |

|  | C. japonica |
|  |             |
|  | C. coturnix |
|  |             |

|  | C. pectoralis                                                       |
|  |                                                                     |
|  | \| \| C. coromandelica \| \| \| \| \| \| C. delegorguei \| \| \| \| |
|  |                                                                     |
|  | C. coromandelica                                                    |
|  |                                                                     |
|  | C. delegorguei                                                      |
|  |                                                                     |

|  | C. coromandelica |
|  |                  |
|  | C. delegorguei   |
|  |                  |

|  | C. japonica |
|  |             |
|  | C. coturnix |
|  |             |

|  | C. pectoralis                                                       |
|  |                                                                     |
|  | \| \| C. coromandelica \| \| \| \| \| \| C. delegorguei \| \| \| \| |
|  |                                                                     |
|  | C. coromandelica                                                    |
|  |                                                                     |
|  | C. delegorguei                                                      |
|  |                                                                     |

|  | C. coromandelica |
|  |                  |
|  | C. delegorguei   |
|  |                  |

|  | C. japonica |
|  |             |
|  | C. coturnix |
|  |             |

|  | C. pectoralis                                                       |
|  |                                                                     |
|  | \| \| C. coromandelica \| \| \| \| \| \| C. delegorguei \| \| \| \| |
|  |                                                                     |
|  | C. coromandelica                                                    |
|  |                                                                     |
|  | C. delegorguei                                                      |
|  |                                                                     |

|  | C. coromandelica |
|  |                  |
|  | C. delegorguei   |
|  |                  |

|  | C. japonica |
|  |             |
|  | C. coturnix |
|  |             |

|  | C. pectoralis                                                       |
|  |                                                                     |
|  | \| \| C. coromandelica \| \| \| \| \| \| C. delegorguei \| \| \| \| |
|  |                                                                     |
|  | C. coromandelica                                                    |
|  |                                                                     |
|  | C. delegorguei                                                      |
|  |                                                                     |

|  | C. coromandelica |
|  |                  |
|  | C. delegorguei   |
|  |                  |

|  | Excalfactoria chinensis |
|  |                         |
|  | Excalfactoria adansonii |
|  |                         |

|  | Anurophasis monorthyx |
|  |                       |
|  | Synoicus ypsilophora  |
|  |                       |

|  | Excalfactoria chinensis |
|  |                         |
|  | Excalfactoria adansonii |
|  |                         |

|  | Anurophasis monorthyx |
|  |                       |
|  | Synoicus ypsilophora  |
|  |                       |

|  | C. japonica |
|  |             |
|  | C. coturnix |
|  |             |

|  | C. pectoralis                                                       |
|  |                                                                     |
|  | \| \| C. coromandelica \| \| \| \| \| \| C. delegorguei \| \| \| \| |
|  |                                                                     |
|  | C. coromandelica                                                    |
|  |                                                                     |
|  | C. delegorguei                                                      |
|  |                                                                     |

|  | C. coromandelica |
|  |                  |
|  | C. delegorguei   |
|  |                  |

|  | C. japonica |
|  |             |
|  | C. coturnix |
|  |             |

|  | C. pectoralis                                                       |
|  |                                                                     |
|  | \| \| C. coromandelica \| \| \| \| \| \| C. delegorguei \| \| \| \| |
|  |                                                                     |
|  | C. coromandelica                                                    |
|  |                                                                     |
|  | C. delegorguei                                                      |
|  |                                                                     |

|  | C. coromandelica |
|  |                  |
|  | C. delegorguei   |
|  |                  |

|  | C. japonica |
|  |             |
|  | C. coturnix |
|  |             |

|  | C. pectoralis                                                       |
|  |                                                                     |
|  | \| \| C. coromandelica \| \| \| \| \| \| C. delegorguei \| \| \| \| |
|  |                                                                     |
|  | C. coromandelica                                                    |
|  |                                                                     |
|  | C. delegorguei                                                      |
|  |                                                                     |

|  | C. coromandelica |
|  |                  |
|  | C. delegorguei   |
|  |                  |

|  | C. japonica |
|  |             |
|  | C. coturnix |
|  |             |

|  | C. pectoralis                                                       |
|  |                                                                     |
|  | \| \| C. coromandelica \| \| \| \| \| \| C. delegorguei \| \| \| \| |
|  |                                                                     |
|  | C. coromandelica                                                    |
|  |                                                                     |
|  | C. delegorguei                                                      |
|  |                                                                     |

|  | C. coromandelica |
|  |                  |
|  | C. delegorguei   |
|  |                  |

## Morfologia

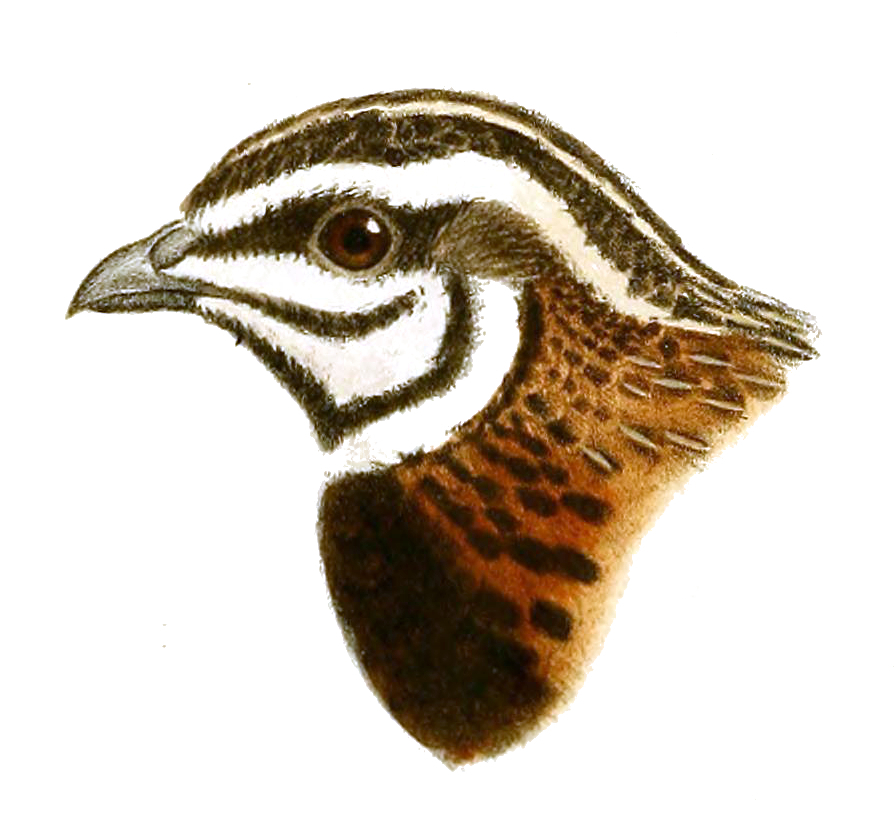
Charakterystyczny rysunek na głowie samca przepiórki pstrej na ilustracji z 1906

Długość ciała wynosi 16–19 cm, masa ciała samców – 49–81 g, samic – 63–94 g. Samce wyróżniają się niezwykle charakterystycznym połączeniem czarno-białego wzoru na głowie, czarnej piersi i kasztanowych boków ciała. Samice bardzo przypominają samice przepiórki zwyczajnej, lecz można je odróżnić przyglądając się skrzydłom trzymanego w ręce osobnika – chorągiewki zewnętrzne lotek I rzędu nie mają pasków. Osobniki młodociane podobne są do samic, mają jednak jaśniejsze ciemię i spód ciała. Przedstawiciele poszczególnych podgatunków różnią się głównie odcieniem poszczególnych partii upierzenia. Przedstawiciele C. d. arabica są ogółem jaśniejsze, a C. d. histrionica – ciemniejsze od reprezentantów podgatunku nominatywnego. Tęczówka czerwonobrązowa lub kasztanowa. Dziób czarniawy u samców, u samic – brązowy z żółtą nasadą. Nogi od jasnych, brązowawych, po jasnoróżowe. Wymiary szczegółowe podane w milimetrach i masę ciała w gramach dla osobników podgatunku nominatywnego przedstawiono w poniższej tabeli:
| Płeć   | n  | Dł. skrzydła | Dł. ogona    | Dł. skoku  |    | n              | Masa ciała |
| ------ | -- | ------------ | ------------ | ---------- | -- | -------------- | ---------- |
| samce  | 35 | 91–100 (96)  | 28–33 (31,7) | 24–27 (25) | 11 | 65–81 (72,4)   |            |
| samice | 30 | 93–105 (100) | 28–33 (31,7) | 24–27 (25) | 16 | (73–94) (78,5) |            |

## Zasięg występowania
Zasięg występowania przepiórki pstrej obejmuje południowy Półwysep Arabski, Afrykę Subsaharyjską oraz Wyspę Świętego Tomasza. Łącznie pokrywa blisko 23,2 mln km².
Południowy Półwysep Arabski zamieszkują przedstawiciele C. d. arabica. Obszar ich występowania to południowo-zachodnia Arabia Saudyjska i zachodni Jemen. Mimo że po raz pierwszy odnotowano przepiórkę pstrą w Arabii w 1893, współcześnie rzadko bywa tam obserwowana. Przez to sytuacja tego gatunku na Półwyspie jest niejasna – trudno określić jego status, liczebność populacji i preferowane środowisko życia. Kilka doniesień pochodzi z niziny Tihama w skrajnie południowo-zachodniej części regionu, pomiędzy Adenem w Jemenie i Hakima na szerokości 17°N w Arabii Saudyjskiej. W południowo-zachodniej części tego kraju jest to podobno gatunek szeroko rozpowszechniony i stwierdzany w każdym z miesięcy, co wskazuje na osiadły tryb życia tamtejszej populacji. Raz odnotowano dwa osobniki na Sokotrze, ponadto jest jedna potwierdzona obserwacja z okolic Salala w Omanie. Nieudokumentowane doniesienia mówią o pojawach w okolicy Taqah na wybrzeżu oraz w pobliżu Dauka i Montassar w głębi lądu w muhafazacie Zufar.
Przedstawiciele podgatunku nominatywnego zasiedlają obszar od Liberii, Senegalu, Wybrzeża Kości Słoniowej i Mali po północną Etiopię (na północ aż do Erytrei na szerokości 16°N) oraz środkowy Sudan i dalej na południe po Południową Afrykę (Prowincja Przylądkowa Wschodnia) i północną Namibię. Nie występują w pasie lasów oraz na pustyniach południowo-zachodniej i północno-wschodniej Afryki. Wydaje się, że w Afryce Zachodniej pojawia się jedynie w ramach migracji. Co najmniej do 1994 nie było pewnych stwierdzeń lęgów, chociaż rzekomo przepiórki pstre mają gniazdować w Czadzie. Wówczas tylko raz potwierdzono ich obecność w Ghanie i północnym Kamerunie. Z obszarów na zachód od Nigerii pochodzą nieliczne i rozproszone obserwacje. Przepiórki pstre występują na Bioko, Pembie, Zanzibarze i Madagaskarze. Tam jest szeroko rozpowszechniona na północy i zachodzie, od co najmniej Antsiranany do Ampanihy.
Podgatunek  C. d. histrionica to endemit Wyspy Świętego Tomasza.

## Ekologia i zachowanie

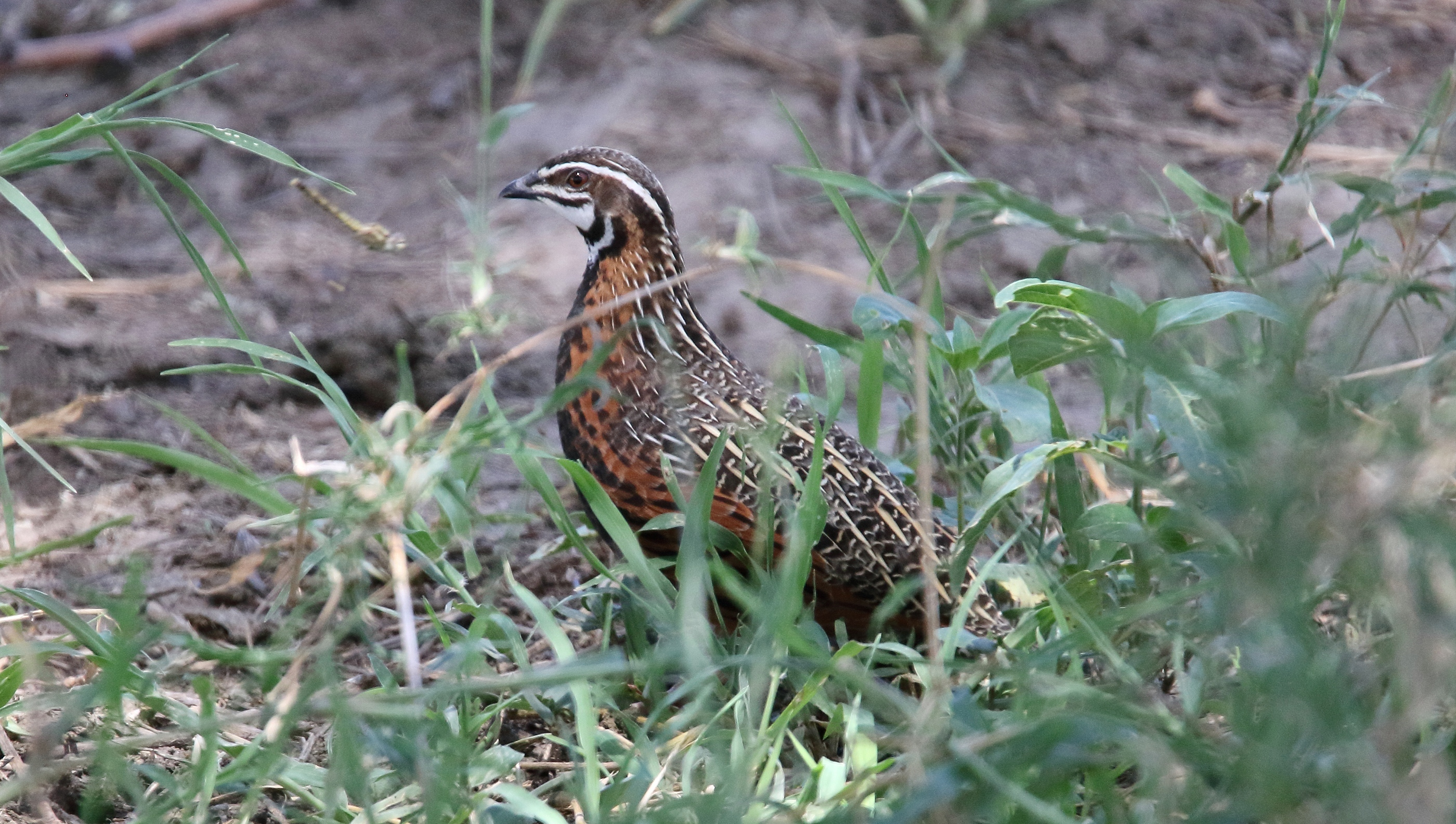

Środowiskiem życia przepiórek pstrych są otwarte obszary trawiaste z porozrzucanymi krzewami. Pojawiają się również na uprawach oraz połaciach porośniętych trawą terenów przy bardziej wilgotnych siedliskach, na przykład brzegach rzek. W północno-wschodniej Tanzanii, gdzie gniazdują i współwystępują z przepiórkami zwyczajnymi, preferują bardziej zmienione działalnością człowieka środowiska z niższą roślinnością trawiastą. W Zimbabwe przepiórki pstre i zwyczajne są w większości od siebie odizolowane, jako że występują najczęściej w innym przedziale wysokości. W południowej Afryce przepiórki pstre pojawiają się na wysoko położonych płaskowyżach, czasami do 2000 m n.p.m., częściej niż w Sudanie, Etiopii i Kenii. Tam zamieszkują głównie niziny poniżej 1200 m n.p.m.; pojawiają się do 1300 m n.p.m. w dolinie rzeki Jamma (dopływ Nilu Błękitnego) w Etiopii. Na Półwyspie Arabskim występują do 1850 m n.p.m. Na Madagaskarze do 400 m n.p.m., raz odnotowana na wschód od jeziora Alaotra na wysokości 1150 m n.p.m.
Tryb życia przepiórek pstrych różni się w zależności od miejsca występowania. We wschodniej i środkowej Afryce prowadzą nomadyczny tryb życia, a wędrówki zdają się zależeć od opadów deszczu. Być może miejscami mają bardziej regularny charakter. W południowej Afryce przepiórki pstre wędrują na południe celem odbycia lęgów w porze deszczowej, a następnie wracają na północ, ale nie co roku w to samo miejsce. W zachodniej Afryce charakter pojawów jest niepewny; tam przepiórki pstre wydają się pojawiać nieregularnie. Szczególnie zagadkowe jest ich występowanie w Nigerii, choć zdają się najczęściej pojawiać się w północnej części tego kraju w porze deszczowej. Poza sezonem lęgowym przepiórki pstre przebywają w grupach złożonych z 6 do 20 osobników, są bardziej towarzyskie od przepiórek zwyczajnych. Wyjątkowo zbierają się liczniej, nawet w 200 osobników. Są rzadko widywane poza sytuacjami, gdy zostaną spłoszone i najczęściej można je dostrzec po usłyszeniu ich głosu.
Pożywienie przepiórek pstrych stanowią głównie nasiona traw i innych roślin, w tym manneczki (Eleusine), włośnicy (Setaria), Brachiaria i sorga Sorghum purpureosericeum, a także kiełki. Zjadają również prostoskrzydłe, chrząszcze, pluskwiaki, gąsienice, mrówki, termity i niewielkie lądowe mięczaki.

### Lęgi
Okres lęgowy zależny jest od opadów, stąd lęgi mogą odbywać się nieregularnie o lokalnie zmiennej porze. Na Wyspie Świętego Tomasza prawdopodobnie mogą trwać cały rok. W Sudanie odnotowano je w lipcu. W Etiopii trwają od kwietnia do czerwca, w Somalii – od maja do grudnia, w Erytrei – latem, w północnej Tanzanii i Kenii – od maja do czerwca i od listopada do grudnia, w Zimbabwe – od października do czerwca, w Namibii – od lipca do września, a we wschodniej Afryce – od października do marca. Co najmniej do 2010 roku nie było informacji o lęgach na Półwyspie Arabskim. Samce na terenach lęgowych są bardzo skore do bójek. Używają głównie dziobów. Podczas potyczek podskakują i ścierają się w powietrzu, mogą też łapać oponenta i gwałtownie nim potrząsać. Zdarzają się nawet akty agresji wobec tymczasowych partnerek.
Prawdopodobnie występuje poligynia. Czasami przepiórki pstre mogą gniazdować w luźnych koloniach. Gniazdo ma formę niewielkiego zagłębienia w ziemi ze skąpą wyściółką. Jest ukryte wśród kęp traw. Trawa może układać się na kształt altany, co oprócz maskowania samego gniazda pokrywa cieniem jego zawartość. Niekiedy trawy i liście są użyte na wyściółkę. Gniazda przepiórek pstrych są rzadko odnajdywane, nawet przy dużych zagęszczeniach gniazdujących ptaków. 
W zniesieniu znajduje się zazwyczaj od 4 do 8 jaj. W jednym gnieździe może znajdować się do 22 jaj, jako że kilka samic może składać je do jednego gniazda; w niewoli pojedyncze samice mogą złożyć ponad 20. Wymiary średnie (n=39, C. d. delegorguei): 29,2 × 22,4 mm (27,4–30,9 × 21,7–23,5 mm). Wysiaduje jedynie samica. Przepiórkę pstrą wyróżnia najkrótszy odnotowany zarówno u przepiórek Coturnix, jak i w całej rodzinie kurowatych okres inkubacji – 14 dni; u pozostałych przepiórek jest to zwykle 16–18 dni, u pstrych – 14–18 dni. Pisklęta klują się pokryte puchem, na którym z wierzchu dostrzec można ciemnobrązowe, czarne i płowe pasy, spód ciała jest płowożółty. W wieku 5 dni potrafią przefrunąć krótki dystans.

## Status i zagrożenia
IUCN uznaje przepiórkę pstrą za gatunek najmniejszej troski od 1988 (stan w 2021). Liczebność populacji nie została oszacowana, ale ptak ten opisywany jest jako pospolity, a na niektórych obszarach bardzo liczny. BirdLife International uznaje trend liczebności populacji za prawdopodobnie stabilny.